# Pourtalesella
Pourtalesella is een mosdiertjesgeslacht uit de familie van de Celleporidae en de orde Cheilostomatida. De wetenschappelijke naam ervan is in 2005 voor het eerst geldig gepubliceerd door Winston.

## Soorten
- Pourtalesella alipioi (Marcus, 1955)
- Pourtalesella carvalhoi (Marcus, 1937)
- Pourtalesella cornuta (Gabb & Horn, 1862)
- Pourtalesella incrassata (Canu & Bassler, 1928)
- Pourtalesella rugosa (Osburn, 1940)